# Фудзивара-но Окикадзэ
Фудзивара-но Окикадзэ (藤原 興風, годы жизни неизвестны, однако он был упомянут в 900 г.)  —  прославленный вака-поэт и музыкант и аристократ периода Хэйан из клана Фудзивара.
Сын Фудзивара-но Митинари.  В «Кокинвакасю» вошло 17 его песен (№№ 101, 102, 131, 178, 301, 310, 326, 351, 567—569, 745, 814, 909, 1031, 1053, 1064). Одна песня-танка вошла в «Хякунин иссю» (№34). Известно также его собственное собрание «Окикадзэ сю».